# Brad Parscale

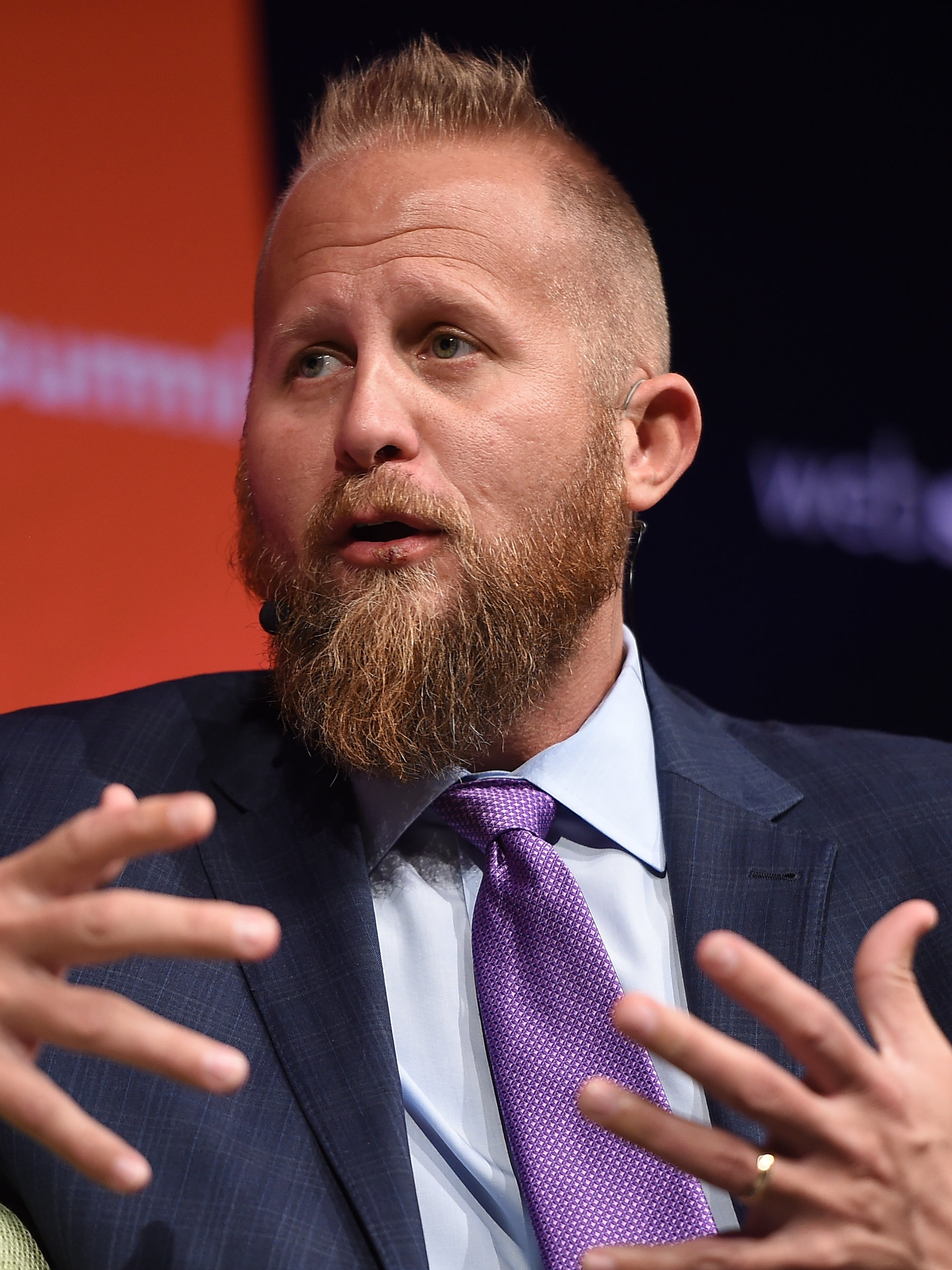
Brad Parscale

Brad Parscale (geboren am 3. Januar 1976 in Topeka, Kansas) ist ein US-amerikanischer Webdesigner und ein ehemaliger Berater von Donald Trump im Wahlkampf 2020.
Parscale war 2016 bereits in Trumps Wahlkampagne für den digitalen Wahlkampf tätig; ab 2011 hatte er für die Trump Organization gearbeitet. Er wurde im Februar 2018 von Trump zum Wahlkampfmanager ernannt.
Parscale wurde am 15. Juli 2020 von Trump abberufen. Dies geschah, nachdem bei einer Wahlkampfveranstaltung im BOK Center in Tulsa, Oklahoma, die Hälfte der Plätze nach einer Aktion von Jugendlichen auf TikTok leer geblieben waren. Ein weiterer Grund waren die schlechten Umfragewerte Trumps. Parscale wurde durch Bill Stepien ersetzt. Parscale arbeitete bei digitalen Projekten weiter mit, einschließlich der Produktion von Videos für den Republikanischen Wahlparteitag. Anfang September 2020 wurde Parscale der Vorwurf gemacht, Wahlkampfgelder verschwendet zu haben.
Ende September wurde Parscale vor seinem Haus in Fort Lauderdale von der Polizei überwältigt und in eine Klinik gebracht, nachdem seine Frau der Polizei mitgeteilt hatte, dass er Waffen habe und damit drohe, sich etwas anzutun. Gemäß den Bestimmungen des Florida Mental Health Act, das die unfreiwillige Institutionalisierung und Untersuchung einer Person erlaubt, wurde er daraufhin psychiatrisch beobachtet. In seinem Haus wurden zehn Schusswaffen sichergestellt. Am 1. Oktober 2020 wurde bekannt, dass gegen Brad Parscale ermittelt wird, weil er 40 Millionen Dollar aus Wahlkampfgeldern veruntreut haben soll.